# Форт Йеллоустон

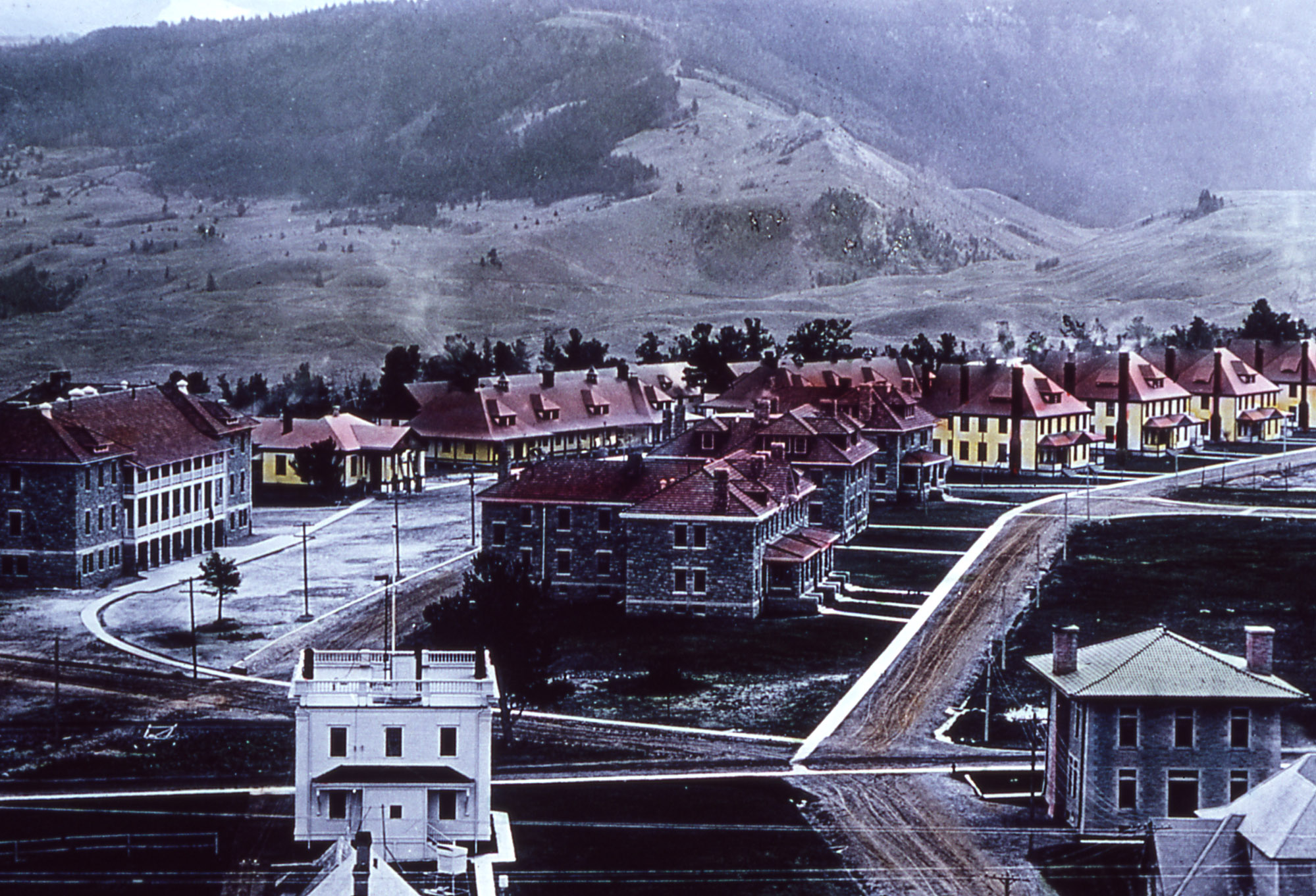
Форт Йеллоустон в 1910 году

Форт Йеллоустон (англ. Fort Yellowstone) — форт армии США, построенный в 1891 году около горячих источников Маммот в Йеллоустонском национальном парке. Парк был создан в 1872 году, но Министерство внутренних дел США не cмогло эффективно управлять парком. Управление было передано военному ведомству в августе 1886, и генерал Филип Шеридан послал роту конницы к источникам Маммот построить кавалерийский пост. В армии изначально пост назывался «лагерь Шеридан» в честь генерала Шеридана, но название было изменено на «форт Йеллоустон» в 1891 году, после начала строительства постоянного форта. Армия обслуживала парк до 1918 года, когда он был переведен под управление службы национальных парков США.
В период между 1891 и 1913 годами были построены 60 конструкций в форте Йеллоустон, из которых сохранилось 35. Форт был построен за два периода. В первый строительный период с 1891 по 1897 год, в основном были построены деревянные здания в «коттеджном стиле». Некоторые из них имели архитектурные элементы Колониального Возрождения. В ходе второго этапа строительства (1908—1913 годы) здания строились в основном из песчаника, добытого в окрестностях. Многие здания с более позднего периода строительства используются как административные помещения, общежития для сотрудников службы национальных парков, музеи и центры для посетителей. Вне форта были построены хижины для использования военнослужащими во время патрулирования территории парка.